# Брителу (Селорику-ди-Башту)
Брителу (порт. Britelo) — район (фрегезия) в Португалии, входит в округ Брага. Является составной частью муниципалитета Селорику-ди-Башту. По старому административному делению входил в провинцию Минью. Входит в экономико-статистический субрегион Аве, который входит в Северный регион. Население составляет 2542 человека на 2001 год. Занимает площадь 6,61 км².